# Chelsey Reist
Chelsey Marie Reist (ur. 4 stycznia 1987) – kanadyjska aktorka, prezenterka telewizyjna i tancerka. Najbardziej znana ze swojej roli w amerykańskiej produkcji stacji The CW The 100, gdzie wcieliła się w postać Harper McIntyre.

## Filmografia

### Filmy[1]
| Rok  | Tytuł                             | Rola                             | Uwagi   |
| ---- | --------------------------------- | -------------------------------- | ------- |
| 2009 | The Compass                       | Dziewczyna w czerwonej pelerynie |         |
| 2009 | In The Key of Evil                | Jenny                            |         |
| 2012 | Panna młoda na Gwiazdkę           | Patty                            | film TV |
| 2012 | Crowsnest                         | Amanda                           |         |
| 2012 | Mon Ami                           | Crystal Halbern                  |         |
| 2012 | No Tell Motel                     | Rachel                           |         |
| 2013 | 12 rund 2                         | Amber                            |         |
| 2013 | Embrace of the Vampire            | Sarah Campbell                   |         |
| 2014 | Sole Custody                      | Dziewczyna Barry'ego             |         |
| 2014 | Cena milczenia                    | Diane Parry                      | film TV |
| 2014 | Iskry miłości                     | Carla                            | film TV |
| 2015 | Królowa wyprzedaży. Suknia ślubna | Młoda Meg                        |         |
| 2016 | Christmas Cookies                 | Kelly                            | film TV |
| 2016 | Dark Harvest                      | Alexis Caine                     |         |
| 2016 | Wandering Hearts                  | Amanda                           |         |
| 2017 | Limina                            | Maria                            |         |

### Telewizja[1]
| Rok        | Tytuł             | Rola                 | Uwagi       |
| ---------- | ----------------- | -------------------- | ----------- |
| 2011       | Bez litości       | Wtyczka w gangu      | 2 odcinki   |
| 2011, 2014 | Świry             | Kiczowata dziewczyna | 2 odcinki   |
| 2016       | Aftermath         | Anna                 | 1 odcinek   |
| 2014-2018  | The 100           | Harper McIntyre      | 41 odcinków |
| 2017       | Nie z tego świata | Dede                 | 1 odcinek   |
| 2018       | NarcoLeap         | Kelsey               | 8 odcinków  |
| 2018       | Van Helsing       | Kelly                | 2 odcinki   |